# Cratichneumon flaschkai
Cratichneumon flaschkai är en stekelart som beskrevs av Heinrich 1971. Cratichneumon flaschkai ingår i släktet Cratichneumon och familjen brokparasitsteklar. Inga underarter finns listade i Catalogue of Life.